# 264 TCN
264 TCN là một năm trong lịch Roman. 